# San Girolamo (Annibale Carracci)

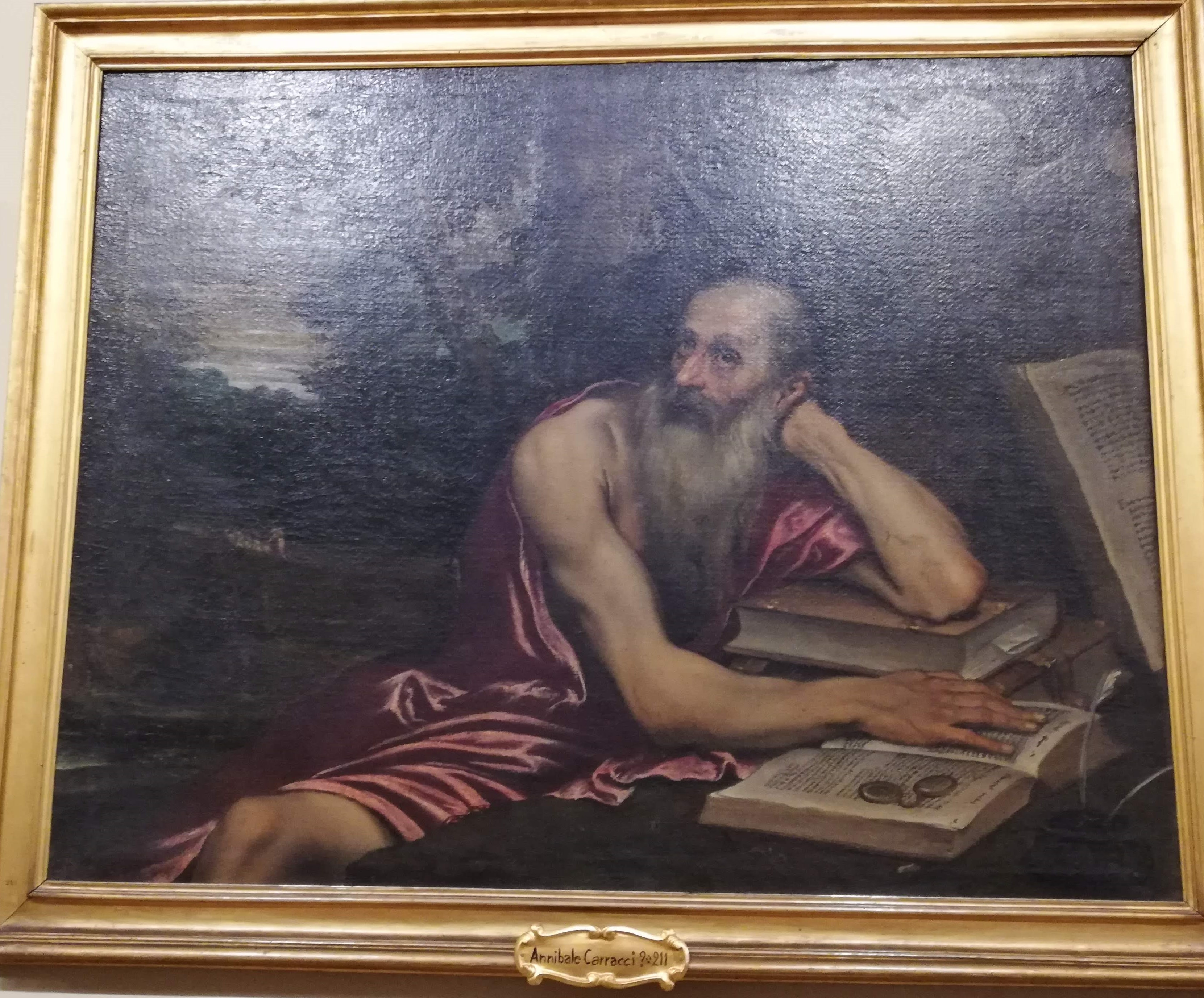
San Girolamo, (1590-1595 circa), olio su tela (127,5x161cm) di Annibale Carracci, esposto presso la Galleria Doria Pamphilj (Roma).

San Girolamo é un dipinto realizzato secondo la tecnica dell'olio su tela (127,5x161cm), da Annibale Carracci tra il 1590 e il 1595. Attualmente è conservato presso la Galleria Doria Pamphilj di Roma.

## Storia
L'attribuzione del quadro è certa in quanto l’artista lasciò la data e la sua firma sul dorso del libro posto sul tavolo, nell’angolo a destra, in basso.  Proprio per questo, non sorsero dubbi sull’autenticità dell’opera né tantomeno su quella della firma.
Controversie invece sorsero in merito alla datazione: infatti il quadro venne erroneamente datato del 1639 e poi come opera realizzata nel 1629.
La registrazione del quadro sembrerebbe essere stata fatta nel palazzo di piazza Navona dopo la morte di Camillo Pamphilj, avvenuta nel 1666. Inoltre, si segnalano una copia a Parigi e un quadro analogo presente in una collezione privata a Roma, a sua volta simile a un’incisione del 1621.

## Descrizione e stile
In primo piano vi è la figura di San Girolamo con indosso una tunica rossa che sta con la testa adagiata delicatamente sulla mano sinistra. Il braccio è a sua volta appoggiato su una pila di libri mentre il braccio sinistro, e soprattutto la sua grande mano, tengono ferma la pagina di un libro aperto. Il santo si presenta sulla scena con una posa che non appare comoda, con alcune parti del corpo in grande evidenza (il braccio destro, la posizione del ginocchio) e un'espressione contemplativa, quasi malinconica.
In secondo piano, invece, possiamo ammirare un paesaggio naturale in cui spiccano una grande presenza di alberi e un piccolo fiume che scorre a lato rispetto al soggetto.
I colori, a un primo sguardo, possono apparire piuttosto spenti, soprattutto nello sfondo. Ma con una differenziazione, in quanto nel primo piano vengono utilizzati colori più caldi come il rosso della tunica, che presenta un panneggio leggero che porta un chiaroscuro molto forte e prepotente, e l'aranciato per la pelle; mentre nello sfondo vengono utilizzati colori più freddi (caratteristica tipica del tonalismo).
Il cielo presenta una gradazione di colore (dal bianco al colorato), peculiarità che sembra rimandare alla pittura del Perugino in cui spesso il bianco sfuma con l'azzurro del cielo.